# ホワイト・ウィスパー
『ホワイト・ウィスパー』（White Whisper-Song of Trinity-）とは、有限会社 AISquare（エーアイ・スクウェア）によって2000年に運営されたメイルゲーム。メイルゲームについてはプレイバイメールを参照。
国内を舞台としたリアクション形式の本編「ホワイト・ウィスパー」と、世界を舞台にした機械処理方式によるサブゲーム「ザ・レガシィ」という二つのゲームが同時進行されるシステムを採用しているという特徴がある。

## 世界
ホワイト・ウィスパーの舞台となるのは2000年の現代社会。
トリニティの力を操る「幻視者」となった参加者達は、始原の時より存在する『理〜ハルモニア〜』『樹〜ソーマ〜』『虚〜アゴー〜』という3つのトリニティのいずれかに所属することで、見えない闘争「トリニティーウォー」を戦うことになる。

## トリニティ
トリニティとは、『秩序』『自然』『虚無』と名づけられた３つの力のこと。世界の本質でもあり、それぞれが古い神話における「創造」「維持」「破壊」を司っている。

### 理〜ハルモニア〜
心の底で理と法に満ちた世界を望む者は、『理』（ハルモニア）の幻視者として覚醒する。
ハルモニアの幻視者は「エージェント」と呼ばれる。科学によって作られた兵器、理論によって裏打ちされた技術など、『理』を根幹とした力を使う。
MOG／梁棟会（りょうとうかい）の組織
- 巨大コンツェルン「柏木グループ」
- 自然調和都市開発事業団
- BABEL 情報サービス
- TSC（Titibu Spinning Company／旧名・秩父紡績会社）
- 公安特別監査局

### 樹〜ソーマ〜
緑溢れた大地を望む者は、『樹』（ソーマ）の幻視者として覚醒する。
ソーマの幻視者は「フェダーイン」と呼ばれる。古の魔術や伝説の力を用い、科学と荒廃に満ちた世界に自然や神秘を取り戻すために戦う。
一族連合体『狗鬼』
- 惡仁（おに）
- 宿儺（すくな）
- 犬狼（けんろう）
- 蛇龍（だりゅう）
- 天鴉（あまがらす）
- 夜蜘（やくも）
- 夢視（ゆめみ）
- 陰陽（いんよう）
- 木魅（すだま）

### 虚〜アゴー〜
破壊を求めた者は、『虚』（アゴー）の幻視者として覚醒する。
アゴーの幻視者は「アプファル（クズ）」と自らを呼ぶ。原理や体系のない、己の内よりいずる虚無の力を使い、世界に破壊を振り撒く。
アゴーの勢力
- 破壊を撒く者
- 心喰らう者
- 虚抱く者